# Cerapterocerus brachypterus
Cerapterocerus brachypterus är en stekelart som beskrevs av Singh och Agarwal 1991. Cerapterocerus brachypterus ingår i släktet Cerapterocerus och familjen sköldlussteklar. Inga underarter finns listade i Catalogue of Life.